# 野州山辺駅
野州山辺駅（やしゅうやまべえき）は、栃木県足利市八幡町にある東武鉄道伊勢崎線の駅である。駅番号はTI 16。

## 年表
- 1925年（大正14年）7月20日 - 開業[1]。
- 1928年（昭和3年）2月1日 - 東武借宿線（貨物線 野州山辺～借宿間1.3 km）開業[2]。
- 1935年（昭和10年）7月7日 - 東武借宿線廃止[3]。
- 1974年（昭和49年）4月1日 - 駅無人化、簡易委託開始。
- 1980年（昭和55年）7月23日 - 高架化完成[4]。
- 2006年（平成18年）3月18日 - ダイヤ改正に伴い準急が区間急行に名称変更され大幅に本数が削減されると同時に日中の運用形態が久喜駅で系統分割され、日中に浅草駅に向かう列車は特急「りょうもう」のみとなった。日中の時間帯は久喜駅－館林駅及び太田駅間を結ぶ普通列車の運用となった。また、区間準急の新たな停車駅となった。[要出典]
- 2012年（平成24年）3月17日 - TI 16の駅ナンバリングを導入。

## 駅構造
島式ホーム1面2線を有する高架駅。券売機等は無く、乗車駅証明書を取り、着駅等で精算するシステムになっている。PASMO対応簡易改札機が設置されている。トイレは駅舎内にある。

### のりば
| 番線 | 路線     | 方向 | 行先                                                                         |
| ---- | -------- | ---- | ---------------------------------------------------------------------------- |
| 1    | 伊勢崎線 | 上り | 館林・久喜・ 東武スカイツリーライン 北千住・とうきょうスカイツリー・浅草方面 |
| 2    | 伊勢崎線 | 下り | 太田方面                                                                     |

- 上記の路線名は旅客案内上の名称（「東武スカイツリーライン」は愛称）で表記している。

## 利用状況
2024年度の1日平均乗降人員は965人である。
近年の1日平均乗降人員の推移は下表の通り。
| 年度               | 1日平均 乗降人員 | 出典       |
| ------------------ | ---------------- | ---------- |
| 1998年（平成10年） | 388              |            |
| 1999年（平成11年） | 386              |            |
| 2000年（平成12年） | 411              |            |
| 2001年（平成13年） | 397              |            |
| 2002年（平成14年） | 424              |            |
| 2003年（平成15年） | 430              |            |
| 2004年（平成16年） | 447              |            |
| 2005年（平成17年） | 440              |            |
| 2006年（平成18年） | 461              |            |
| 2007年（平成19年） | 468              |            |
| 2008年（平成20年） | 523              |            |
| 2009年（平成21年） | 532              |            |
| 2010年（平成22年） | 547              |            |
| 2011年（平成23年） | 556              |            |
| 2012年（平成24年） | 631              |            |
| 2013年（平成25年） | 721              |            |
| 2014年（平成26年） | 674              |            |
| 2015年（平成27年） | 691              |            |
| 2016年（平成28年） | 743              |            |
| 2017年（平成29年） | 768              |            |
| 2018年（平成30年） | 846              |            |
| 2019年（令和元年） | 895              | [ 東武 3 ] |
| 2020年（令和02年） | 639              | [ 東武 4 ] |
| 2021年（令和03年） | 718              | [ 東武 5 ] |
| 2022年（令和04年） | 816              | [ 東武 6 ] |
| 2023年（令和05年） | 868              | [ 東武 7 ] |
| 2024年（令和06年） | 965              | [ 東武 1 ] |

## 路線バス
最寄りのバス停は「野州山辺駅」停留所である。
- あしバスアッシー（足利市生活路線バス）
  - ■山辺線
    - 51系統（左回り）：足利赤十字病院 行き
    - 52系統（右回り）：足利赤十字病院 行き

## 駅周辺
当駅周辺は土地区画整理事業が進められており、駅前広場を整備中。2018年8月10日に、改札横の高架下を貫く歩道と車道とが開通した。周辺には大型マンションなども建設されている。400 mほど離れたところは群馬県太田市である。
- 下野國一社八幡宮
- 門田稲荷神社（日本三大縁切稲荷のひとつ）
- 足利市立山辺小学校
- 足利八幡郵便局
- 本庄記念病院
- アキレス足利第一工場
- ヤオコーマーケットプレイス足利八幡店
- 業務スーパー八幡店
- ベイシアマート 足利借宿店
- カワチ薬品足利西店
- 群馬銀行足利南支店
- 足利小山信用金庫八幡店
- 天然温泉湯楽部（徒歩25分）
- 栃木県道260号緑町山辺停車場線（廃止、現在は市道） - 駅北側の県道5号側から連絡するかつての駅へのアクセス道路。道幅が狭く区画整理により一部は廃道になった。現在はこれに代わって駅西側の県道40号線からの市道がメインのアクセス道路になっている。

## 隣の駅
東武鉄道
 伊勢崎線
足利市駅 (TI 15) - 野州山辺駅 (TI 16) - 韮川駅 (TI 17)

## 過去の接続路線
- 東武借宿線：野州山辺 - 中川分岐 - 借宿　中川分岐 - 只上（1935年廃止）